# Waterside (East Dunbartonshire)
Waterside ist eine kleine Ortschaft in der schottischen Region East Dunbartonshire. Sie liegt am südöstlichen Stadtrand von Kirkintilloch etwa 11 km nordöstlich von Glasgow am Fluss Luggie Water.
Zwischen 1795 und etwa 1860 war Waterside Standort der überregional bedeutenden Whiskybrennerei Duntiblae, die in der Whiskyregion Lowlands lag und Malt Whisky produzierte.